# L'Ennemi de la mort

L'Ennemi de la mort est une mini-série historique française en 4 épisodes d’une heure chacun, réalisée par Roger Kahane et diffusée en 1981, adaptée du roman d'Eugène Le Roy (1911) par Roger Vrigny.

## Synopsis
Le jeune docteur Daniel Charbonnière entreprend au début du siècle d’éradiquer la malaria du Périgord. Il s’oppose à la force des superstitions paysannes, et à la hargne violente des hobereaux soucieux de préserver leurs privilèges. Deux femmes se disputent le cœur de ce docteur courageux. 

## Fiche technique
- Réalisation : Roger Kahane
- Scénario : Roger Vrigny, d'après l’œuvre éponyme d'Eugène Le Roy
- Photographie : Philippe Bataillon
- Musique : Didier Vasseur
- Pays :  France
- Nombre d'épisode : 4
- Durée : 4h00 (1h00x4)
- Date de diffusion : 28 août 1981 (France)

## Distribution
- Bernard-Pierre Donnadieu : le docteur Daniel Charbonnière
- Carol Lixon : Minna
- Nathalie Mazéas : Sylvia
- André Weber : Mériol
- Jean Turpin : Badil
- Yves Wecker : Jannic le berger
- Lucien Barjon : le curé de La Jemaye
- Fatiha Chriette : Mirka
- Hubert Deschamps : M. Carol
- Jenny Clève : La Grande
- Alfred Adam : Maître Cherrier
- Christophe Malavoy : M. de Bretout
- Bernard Fresson : Gaspard de Fersac